# Силла, Мириам
Мириам Фатиме Силла (Myriam Fatime Sylla; род. 8 января 1995, Палермо, Италия) — итальянская волейболистка. Нападающая-доигровщица. Олимпийская чемпионка 2024, чемпионка Европы 2021.

## Биография
Мириам Силла родилась в Палермо в семье выходцев из Кот-д’Ивуара — Абдуллая и Салиматы Силла. В детстве с семьёй переехала в небольшой город Вальгрегентино (провинция Лекко области Ломбардия), где в 12-летнем возрасте начала заниматься волейболом в местной команде «Грента» у тренера А.Брамбилласки. Затем играла за молодёжные команды из Ольджинате и Ораго, а в 2011 заключила свой первый профессиональный контракт с клубом из Вилла-Кортезе, в составе которого дебютировала в серии А1 чемпионата Италии.
В 2013 Силла перешла в команду «Фоппапедретти» из Бергамо, с которой в 2016 выиграла свой первый значимый трофей — Кубок Италии. В 2018-2022 выступала за ведущую команду страны — «Имоко Воллей» из Конельяно, став с ней 3-кратной чемпионкой Италии, 3-кратным победителем розыгрышей Кубка и 4-кратным обладателем Суперкубка страны, чемпионкой мира среди клубов, победителем Лиги чемпионов ЕКВ. С 2022 — игрок ВК «Веро Воллей».
В 2011—2013 Силла выступала за юниорскую и молодёжную сборные Италии, а в 2015 дебютировала в национальной сборной страны. В составе национальной команды участвовала в Олимпийских играх, становилась призёром чемпионата мира 2018 и Европы 2019, а в 2021 в качестве капитана привела свою сборную к победе в континентальном первенстве. В 2018—2021 входила в символические сборные на чемпионате мира и двух чемпионатах Европы. 
В 2024 году на Олимпийских играх в Париже выиграла «золото» Игр и вошла в символическую сборную турнира в качестве лучшей доигровщицы (одной из двух).

### Клубная карьера
- 2011—2013 —  «Карнаги» (Вилла-Кортезе);
- 2013—2018 —  «Фоппапедретти» (Бергамо);
- 2018—2022 —  «Имоко Воллей» (Конельяно);
- с 2022 —  «Веро Воллей» (Монца).

## Достижения

### Со сборными Италии
- Олимпийская чемпионка 2024
- серебряный (2018) и бронзовый (2022) призёр чемпионатов мира.
- серебряный призёр Мирового Гран-при 2017.
- 3-кратная чемпионка Лиги наций — 2022, 2024, 2025.
- чемпионка Европы 2021;
  - бронзовый призёр чемпионата Европы 2019.
- бронзовый призёр молодёжного чемпионата Европы 2012.
- победитель Европейского юношеского Олимпийского фестиваля 2011.

### С клубами
- 3-кратная чемпионка Италии — 2019, 2021, 2022;
  - двукратный серебряный (2023, 2025) и бронзовый (2024) призёр чемпионатов Италии.
- 4-кратный победитель розыгрышей Кубка Италии — 2016, 2020, 2021, 2022;
  - 4-кратный серебряный призёр Кубка Италии — 2014, 2019, 2024, 2025.
- 4-кратный обладатель Суперкубка Италии — 2018—2021.

- победитель Лиги чемпионов ЕКВ 2021;
  - 3-кратный серебряный призёр Лиги чемпионов ЕКВ — 2019, 2022, 2024;
  - бронзовый призёр Лиги чемпионов ЕКВ 2025.
- чемпионка мира среди клубных команд 2019;
  - серебряный (2021) и бронзовый (2024) призёр чемпионатов мира среди клубных команд.

### Индивидуальные
- 2018: лучшая доигровщица (одна из двух) чемпионата мира.
- 2019: лучшая доигровщица (одна из двух) чемпионата Европы.
- 2021: лучшая доигровщица (одна из двух) чемпионата Европы.
- 2022: лучшая доигровщица (одна из двух) чемпионата мира.
- 2024: лучшая доигровщица (одна из двух) Лиги наций.
- 2024: лучшая доигровщица (одна из двух) Олимпийских игр..
- 2025: лучшая доигровщица (одна из двух) Лиги наций.